# Monumentalni križ
Monumentalni križ je građevina u obliku kršćanskog križa. Razlikuje se od spomen-križa i križa krajputaša namjenom i veličinom. Zbog monumentalnih dimenzija je obično znatnih dimenzija. Veličinom su od oko 3 metra u visinu i viši. Obično se nalaze na istaknutim mjestima, poput sljemena, no to nije nuždan uvjet. Spomen-križevi su u spomen nekoj osobi ili događaju. Viši su od spomen-križeva, a namjena im je slična poput križeva krajputaša ili križeva na sljemenima, simbolizirajući kršćanstvo tog kraja i istovremeno označavajući Božju zaštitu nad tim krajem. Od običnih križeva na sljemenima razlikuju se veličinom. Obični križ na sljemenu podignut je zbog iste namjene kao monumentalni križ, s tom razlikom što se monumentalni križ ne mora nalaziti na sljemenu. Monumentalni križ na nekim sljemenima nije postavljen nego tek obični manji križ zbog cijene, teške izvedivosti gradnje, nepristupačnosti terena i opasnosti gradnje na tim visinama zbog toga što za monumentalni križ, za razliku od običnog manjeg križa koji se potsavi u desetak minuta do sat vremena, trebaju i mjeseci gradnje, a vremenske (ne)prilike na sljemenima, osobito onim višima, često se i iznenada promijene i gradnja po snažnom vjetru i opasnost od groma ometa sigurnost izgradnje. Tvoriva od kojih su izrađeni mogu biti armirani beton, kamen, čelik, bronca ili neka druga slitina, a može i drvo.